# Томоми Фуџимура
Томоми Фуџимура (јап. 藤村 智美; 30. мај 1978) бивша је јапанска фудбалерка.

## Репрезентација
За репрезентацију Јапана дебитовала је 1997. године. За тај тим одиграла је 20 утакмица и постигла је 1 гол.

## Статистика
| Јапан  | Јапан | Јапан |
| Год.   | Ута.  | Гол.  |
| ------ | ----- | ----- |
| 1997   | 1     | 0     |
| 1998   | 0     | 0     |
| 1999   | 6     | 0     |
| 2000   | 6     | 0     |
| 2001   | 4     | 1     |
| 2002   | 3     | 0     |
| Укупно | 20    | 1     |